# 루이사 (영화)
루이사(Louisa)는 미국에서 제작된 알렉산더 홀 감독의 1950년 코미디 영화이다. 로널드 레이건 등이 주연으로 출연하였고 로버트 아서 등이 제작에 참여하였다.

## 출연

### 주연
- 로널드 레이건
- 찰스 코번

### 조연
- 러스 허시
- 에드먼드 그웬
- 스프링 바잉톤
- 파이퍼 로리
- 스코티 베켓
- 지미 헌트

## 제작진
- 미술: 로버트 F. 보일
- 미술: 버나드 헤즈브런
- 세트: 러셀 A. 고스맨
- 세트: 루비 R. 리빗
- 의상: 로즈마리 오델